# John E. Douglas
John Edward Douglas (New York, 18 giugno 1945) è un ex poliziotto ed ex militare statunitense dell'FBI. È stato uno dei primi criminal profiler ed ha scritto numerosi libri di psicologia criminale.

## Biografia

### I primi anni
John Edward Douglas nasce a Brooklyn, New York. Milita per 4 anni nella United States Air Force (1966–1970), e possiede diverse lauree ottenute alla Eastern New Mexico University e alla University of Wisconsin-Milwaukee, nonché un PhD (dottorato di ricerca), ottenuto alla Nova Southeastern University.

### Carriera
Douglas fu assunto dall'FBI nel 1970 e la sua prima sede lavorativa fu a Detroit, nel Michigan. Sul campo, fu cecchino per la squadra locale SWAT dell'FBI, divenendo in seguito negoziatore di ostaggi. Fu trasferito alla Behavioral Sciences Unit (BSU) dell'FBI nel 1977 dove insegnò tecniche di negoziazione degli ostaggi e psicologia criminale applicata all'FBI Academy di Quantico, Virginia ai nuovi agenti speciali dell'FBI, ad agenti semplici e ad agenti di polizia provenienti da tutti gli Stati Uniti. Creò e gestì un programma di profiling criminale e fu in seguito promosso a capo unità della Investigative Support Unit, una divisione del Centro Nazionale per le analisi dei crimini violenti dell'FBI (NCAVC) .
Mentre viaggiava attraverso il paese per istruire gli agenti di polizia, Douglas iniziò ad intervistare alcuni serial killer e altri sex offenders in varie carceri. Parlò con alcuni dei più noti serial killer della storia recente, tra cui David Berkowitz, Ted Bundy, John Wayne Gacy, Charles Manson, Lynette Fromme, Sara Jane Moore, Edmund Kemper, James Earl Ray, Sirhan Sirhan, Richard Speck, Donald Harvey, Joseph Paul Franklin, Lawrence Bittaker e Roy Norris. Utilizzò le informazioni utilizzate in queste interviste nel libro Sexual Homicide: Patterns and Motives (Omicidio sessuale: schemi e moventi), seguito dal libro Crime Classification Manual (CCM). Douglas ricevette due premi Thomas Jefferson per eccellenza accademica dalla University of Virginia per il lavoro svolto con i suoi studi.

### Profiling
Douglas esaminava le scene del crimine creando dei profili degli aggressori, descrivendo le loro abitudini e cercando di predire le loro future mosse. Nei casi dove il suo lavoro aiutò a catturare i criminali, pensò a strategie per interrogarli e perseguirli. Agli inizi del suo lavoro come profiler, Douglas raccontò di come fu criticato e non creduto dai suoi colleghi, finché sia la polizia che l'FBI capirono di come avesse sviluppato delle tecniche estremamente utili per la cattura dei criminali.
Dal suo ritiro dall'FBI avvenuto nel 1995, Douglas ha ottenuto fama internazionale come autore di libri in cui narra la sua vita alla ricerca di serial killer, ed è apparso numerose volte in televisione. È autore, insieme a Mark Olshaker, di numerosi libri.

#### Casi individuali
Douglas iniziò a farsi conoscere grazie al suo coinvolgimento negli omicidi di Atlanta del 1979, inizialmente attraverso un'intervista che fece con People a proposito di un suo profiling che ipotizzava l'assassino come un giovane nero. Quando Wayne Williams fu arrestato, Douglas fu ascoltato mentre diceva che "sembrava quello giusto per gran parte degli omicidi". Ricevette una lettera di richiamo da parte dell'FBI per questo. Nonostante questo, attese il procedimento a suo carico e aiutò l'accusa a far mostrare la rabbia di Williams nei confronti della vittima, la chiave per dimostrare alla giuria che fosse colpevole.
Douglas fu consultato in un altro controverso e celebre caso americano, quello dei Tre di West Memphis. Nel 1993, 3 bambini di 8 anni furono uccisi e la polizia del paese dell'Arkansas dichiarò che i 3 erano stati uccisi a causa di riti sacrificali satanici. Tre adolescenti furono quindi arrestati e processati per satanismo. Douglas fu consultato dalla difesa nel 2006, nel periodo in cui emersero nuove prove dell'innocenza dei 3, allora in carcere, concludendo che gli omicidi non erano collegati al satanismo ma erano stati compiuti da un adulto solitario che conosceva le vittime e provava ira nei loro confronti al momento dell'omicidio. Nel 2011 i 3 furono rilasciati grazie all'Alford Plea.
Douglas scrisse molto a favore di Amanda Knox, mostrando a suo dire delle prove in supporto della sua innocenza nel libro The Forgotten Killer.

## Modello per personaggi di fantasia
Jack Crawford, uno dei personaggi principali dei libri di Thomas Harris Red Dragon e Il Silenzio degli Innocenti è direttamente basato sul vero Douglas. Crawford è stato interpretato da Dennis Farina nel film Manhunter, da Scott Glenn ne Il silenzio degli innocenti, da Harvey Keitel nel film del 2002 Red Dragon, e da Laurence Fishburne nella serie del 2013 dell'NBC Hannibal.
Nel gennaio del 2015, i creatori della serie tv Criminal Minds confermarono che i personaggi dei profiler dell'FBI Jason Gideon e David Rossi erano basati su Douglas.
Una serie tv ispirata dal libro Mindhunter è stata realizzata da Netflix. L'attore protagonista dell'omonima serie Mindhunter, Jonathan Groff, impersona l'agente speciale Holden Ford, personaggio basato su John Douglas.

## Pubblicazioni
- Douglas, John E., Ann W. Burgess, R.N., D.N Sc., Allen G. Burgess, Robert K. Ressler. Crime Classification Manual: A Standard System for Investigating and Classifying Violent Crimes. Lexington, Mass.: Lexington Books. 1992. ISBN 978-0-669-24638-4
- Douglas, John E., Mark Olshaker. Mindhunter: Inside the FBI's Elite Serial Crime Unit. New York: Scribner. 1995. ISBN 978-0-671-01375-2
- Douglas, John E., Mark Olshaker. Journey into Darkness. New York: Scribner. 1997. ISBN 978-0-684-83304-0
- Douglas, John E., Mark Olshaker. Obsession: The FBI's Legendary Profiler Probes the Psyches of Killers, Rapists and Stalkers and Their Victims and Tells How to Fight Back. New York: Scribner. 1998. ISBN 978-0-684-84560-9
- Douglas, John E. Guide to Careers in the FBI. New York: Simon and Schuster. 1998. ISBN 978-0-684-85504-2
- Douglas, John E., Mark Olshaker. The Anatomy of Motive: The FBI's Legendary Mindhunter Explores the Key to Understanding and Catching Violent Criminals. New York: Scribner. 1999. ISBN 978-0-684-84598-2
- Douglas, John E., Mark Olshaker. The Cases That Haunt Us. New York: Scribner. 2000. ISBN 978-0-684-84600-2
- Douglas, John E., John Douglas' Guide to the Police Officer Exams."Kaplan Publishing. 2000. ISBN 978-0-684-85506-6
- Douglas, John E., Stephen Singular. Anyone You Want Me to Be: A True Story of Sex and Death on the Internet. New York: Scribner. 2003. ISBN 978-0-7432-2635-6
- Douglas, John E. John Douglas's Guide to Landing a Career in Law Enforcement. McGraw-Hill. 2004. ISBN 978-0-07-141717-4
- Douglas, John E., Ann W. Burgess, R.N., D.N Sc., Allen G. Burgess, Robert K. Ressler. Crime Classification Manual: A Standard System for Investigating and Classifying Violent Crimes, 2nd Edition. San Francisco: Jossey-Bass. 2006. ISBN 978-0-7879-8642-1
- Douglas, John E., Johnny Dodd. Inside the Mind of BTK: The True Story Behind the Thirty-Year Hunt for the Notorious Wichita Serial Killer. San Francisco: Jossey-Bass. 2007. ISBN 978-0-7879-8484-7
- Douglas, John E., Mark Olshaker. Law & Disorder. New York: Kensington 2013. ISBN 978-0-7582-7312-3